# Sedgwick (Kansas)
Sedgwick és una població dels Estats Units a l'estat de Kansas. Segons el cens del 2000 tenia 1.537 habitants.

## Demografia
Segons el cens del 2000, Sedgwick tenia 1.537 habitants, 545 habitatges, i 424 famílies. La densitat de població era de 544,4 habitants/km².
Dels 545 habitatges en un 40,9% hi vivien nens de menys de 18 anys, en un 65,5% hi vivien parelles casades, en un 8,3% dones solteres, i en un 22,2% no eren unitats familiars. En el 20,9% dels habitatges hi vivien persones soles el 9,2% de les quals corresponia a persones de 65 anys o més que vivien soles. El nombre mitjà de persones vivint en cada habitatge era de 2,71 i el nombre mitjà de persones que vivien en cada família era de 3,15.
Per edats la població es repartia de la següent manera: un 29,6% tenia menys de 18 anys, un 6,4% entre 18 i 24, un 30,7% entre 25 i 44, un 19,5% de 45 a 60 i un 13,8% 65 anys o més.
L'edat mediana era de 35 anys. Per cada 100 dones de 18 o més anys hi havia 92,9 homes.
La renda mediana per habitatge era de 44.934 $ i la renda mediana per família de 49.659 $. Els homes tenien una renda mediana de 37.216 $ mentre que les dones 24.732 $. La renda per capita de la població era de 17.009 $. Entorn del 4,4% de les famílies i el 6,2% de la població estaven per davall del llindar de pobresa.

## Poblacions més properes
El següent diagrama mostra les poblacions més properes.